# 日本電波ニュース社
株式会社日本電波ニュース社（英: Nihon Denpa News Co., Ltd.、略称: NDN）は、テレビ番組とビデオ・パッケージを制作する日本の企業である。日本で初めてのテレビニュース通信社として創立された。本社は、東京都港区南麻布一丁目。1975年のサイゴン解放（サイゴン陥落）をカラーフィルム映像で伝えるなど、スクープも少なくない。創立以来、NHK、日本テレビ、TBS、フジテレビ、テレビ朝日、テレビ東京、朝日放送、読売テレビ、関西テレビ等、在京キー局や準キー局を中心にニュースを提供してきた。かつては自主上映向けや劇場向けの映画も製作した。

## 沿革
1960年3月2日、日本放送協会従業員組合初代委員長で、1950年のレッドパージで職場を追われた柳澤恭雄が、テレビ局に共産圏・東欧諸国を含む海外ニュースを配信する目的で、東京都中央区京橋に設立した。元NHK記者や記録映画社のカメラマンらをスタッフとして雇用。
1961年、日本テレビ特番「新中国を行く」放映。これは、日本のテレビ界初の中国紹介番組とされる。
1964年、中国の北京、北ベトナムのハノイそれぞれ支局を開設。1965年、米軍による北ベトナムへの「北爆」が激しくなるにつれて、この状況を映像でとらえた報道で海外からも存在を知られるようになる。
1966年、映画部門を創設。
1968年、カンボジアプノンペンに支局開設。「インドシナニュース」とテレビ局向けの「特集番組」制作に本格的に取り組む。1969年、チェコスロバキアのプラハに支局開設。山本薩夫監督・編集の記録映画「ベトナム」完成。120万人を動員。1975年、サイゴン解放を報道。1976年、エジプトのカイロに支局開設。1977年、山本薩夫総監督の記録映画「トンニャット・ベトナム」完成。
1980年、これまでのフィルムによる映像配信に加え、ビデオでのニュース配信を開始。1987年、広告代理業務を行なう関連会社を設立。1994年、ザイールのゴマに臨時支局を設置し、ルワンダ内戦を取材。1995年、阪神・淡路大震災で現地に臨時支局をおいた。2000年、ハイビジョン化に取り組む。2002年からアフガニスタンの戦争を報道。劣化ウラン弾の使用の実態や被害を取材した。

## スクープ・独占取材
- 1975年、サイゴン解放をカラーフィルム映像で伝えた。
- 1979年、プノンペン解放を西側のテレビ取材班として初めて取材した。
- 1981年、ベトナムにおける米軍による枯葉剤作戦を取材。ベトちゃんドクちゃんの第一報を配信。
- 1988年、ベトちゃんドクちゃんの分離手術を独占取材。
- 1990年、南アフリカ共和国のネルソン・マンデラ単独会見取材。同年、旧ソ連ミハイル・ゴルバチョフ大統領単独会見。

## 受賞歴

### テレビ番組・ビデオ作品
- 1973年、「ベトナム・インドシナ一連の報道」 - 日本ジャーナリスト会議（JCJ）奨励賞
- 1981年、中京テレビ「さまよえる難民」 - 文化庁芸術祭優秀賞受賞
- 1986年、テレビ朝日「車椅子のおてんば娘」 - 日本民間放送連盟賞優秀賞
- 1988年、「ドキュメント三宅島」 - 映画進行会議奨励賞受賞
- 1991年、日本テレビ「よみがえる仁王像」 - 文化庁芸術作品賞受賞
- 1995年、ハイビジョン「神々の棲む里〜長野県南信濃村」 - ヒューストン国際映画祭文化芸術部門グランプリ
- 1995年、ハイビジョン「遥かなる流れの郷〜岩手県胆沢村」 - シカゴ国際映画祭ドキュメンタリー部門ゴールドプラーク賞
- 1998年、NHK祝日特集「ネパール塩の隊商が行く」 - 郵政大臣賞受賞
- 1998年、NHK 『BS特集』「ネパール母の家」 - ATP賞受賞
- 1998年、テレビ朝日 『サンデープロジェクト』「スーパーKを追え〜北朝鮮偽札事件」 - ギャラクシー奨励賞
- 2000年、NHK 『BS特集』「ネパール母の家」 - I賞、ATPドキュメンタリー部門優秀賞
- 2001年、ビデオ「屋根を葺く技術〜檜皮葺・柿葺」 - 日本紹介映画コンクール優秀賞
- 2001年、BS-i「封印された旋律〜ガス室に消えた音楽家たち〜」 - 国際ハイビジョン映画祭入賞
- 2002年、NHK『ハイビジョンスペシャル』「氷上のふたり〜ロシア愛と挑戦の物語」 - ATPドキュメンタリー部門優秀賞
- 2003年、フジテレビ 『ザ・ノンフィクション』「森を追われた動物たち」 - ATPドキュメンタリー部門優秀賞
- 2006年、テレビ朝日 『サンデープロジェクト』「シリーズ言論は大丈夫か〜共謀罪〜」 - JCJ賞受賞
- 2020年、NHK『中村哲の声がきこえる』 - * 第58回ギャラクシー賞 テレビ部門奨励賞、および22年にわたる中村哲取材に対して特別賞（2020年度）[6]

### 映画
- 1969年、映画「ベトナム」 - ライプツィヒ映画祭銀鳩賞、キネマ旬報ベストテン
- 1972年、映画「ニクソン・ノー」 - ライプツィヒ映画祭名誉賞
- 1979年、映画「ほうりだされてなるものか」 - ライプツィヒ映画祭奨励賞
- 1982年、映画「子どもたちの昭和史」 - 映画復興会議奨励賞
- 1982年、映画「りんごの樹は育つ〜沖電気争議団の記録」 - 映画復興会議奨励賞
- 1988年、映画「嵐〜産業空洞化との闘い」 - 映画復興会議奨励賞

## 在籍歴のある人物
- 中藤泰雄 - 同社に1971年に入社し、音楽マネジメント部門を起した。後に、独立し、株式会社ジャパン・アーツ会長。
- 柳沢武司 - 同社のカメラマンとして活躍。1970年、カンボジアでポル・ポト派の軍に殺された。
- 高世仁 - 同社報道部長を務めた後、独立。
- 橋田信介 - 1970年に同社に入社し、カメラマンとして、1972年、ベトナムのハノイ支局の特派員を皮切りに各支局長を歴任した。1988年独立。2004年、イラクで武装集団による銃撃で死去。